# Jelena Kowalenko
Jelena Kowalenko, ros. Елена Аркадьевна Коваленко (ur. 30 czerwca 1988) – rosyjska siatkarka, 

## Kluby
- 2004–2010:  Awtodor-Metar Czelabińsk
- 2010–2011:  Urałoczka Jekaterynburg
- 2011–2012:  Pronar AZS Białystok[1]
- 2012-....  Urałoczka Jekaterinburg